# Кривське
Кри́вське (рос. Кривское) — село у складі Далматовського району Курганської області, Росія. Адміністративний центр Кривської сільської ради.
Населення — 570 осіб (2010, 771 у 2002).
Національний склад станом на 2002 рік: росіяни — 97 %.